# پوخوالوو
پوخوالوو (به چکی: Pochvalov) یک منطقهٔ مسکونی در جمهوری چک است که در ناحیه راکوونیک واقع شده‌است.